# Wilson (Carolina del Nord)
Wilson è una città degli Stati Uniti d'America, situata nella Contea di Wilson nello Stato della Carolina del Nord.